# Zona di sviluppo prossimale
Nella teoria di Lev Vygotskij la zona di sviluppo prossimale, o zona di sviluppo prossimo (ZSP; zona blizhaishego razvitiia in russo) è un concetto fondamentale che serve a spiegare come l'apprendimento del bambino si svolga con l'aiuto degli altri.
La ZSP è definita come la distanza tra il livello di sviluppo attuale e il livello di sviluppo potenziale, che può essere raggiunto con l'aiuto di altre persone, che siano adulti o dei pari con un livello di competenza maggiore.
Infatti, Vygotskij non riteneva – con ciò prendendo le distanze da Piaget – che il bambino passasse attraverso diversi stadi e dunque 'fosse pronto' ad apprendere nuove conoscenze che prima non era in grado di ritenere; al contrario, sosteneva che il bambino impara da coloro che si trovano a un livello di conoscenza superiore.

## Processo di sviluppo

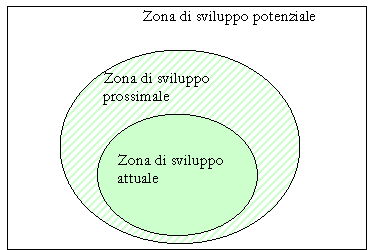
La zona di sviluppo prossimo

Secondo Vygotskij, l'educatore dovrebbe proporre al bambino problemi di livello un po' superiore alle sue attuali competenze, ma comunque abbastanza semplici da risultargli comprensibili; insomma, all'interno di quell'area in cui il bambino può estendere le sue competenze e risolvere problemi grazie all'aiuto degli altri (la ZSP, appunto).
Questi problemi potranno infatti essere risolti dal bambino aiutato da un esperto (l'educatore, un adulto o anche un pari con maggiori competenze in quel campo), ma non dal bambino che non riuscirebbe ad affrontarli da solo (in quel caso saremmo all'interno della "zona di sviluppo attuale").
Se il processo è impostato correttamente, la zona di sviluppo attuale del bambino si amplia, includendo quella che in precedenza era la zona di sviluppo prossimale, in altre parole egli diventa capace di eseguire autonomamente un compito che prima non sapeva eseguire. All'esterno della zona di sviluppo attuale si crea una nuova zona di sviluppo prossimale.
Questo processo iterativo dovrebbe dunque permettere al bambino di acquisire nuove capacità senza sperimentare la frustrazione del fallimento.

## Concetti analoghi
Un concetto simile alla zona di sviluppo prossimale è stato elaborato da un autore statunitense negli anni '60: è il concetto di scaffolding di Jerome Bruner, secondo cui l'aiuto di un esperto, che fornisce indicazioni e suggerimenti, consente al bambino di svolgere un compito pur non avendo ancora tutte le conoscenze e le abilità specifiche per farlo autonomamente.
In Italia, in ambito pedagogico-istituzionale, è stata progettata una metodologia riferita al contesto educativo, chiamata "sfondo integratore" ad opera di Paolo Zanelli nel 1986.